# Microcyphus ceylanicus
Microcyphus ceylanicus is een zee-egel uit de familie Temnopleuridae.
De wetenschappelijke naam van de soort werd in 1942 gepubliceerd door Theodor Mortensen.